# Реперкуссия
Реперку́ссия (лат. repercussio повторяющийся удар) в григорианике — характерный для церковного тона мелодический интервал между финалисом и реперкуссой, который берётся скачком или заполняется поступенным мелодическим движением, или подчёркивается опеванием указанных ладовых устоев. Одна из категорий модально-монодического лада.
Стандартные реперкуссии церковных тонов: (1) d–a, (2) d–f, (3) e–c¹, (4) e–a, (5) f–c¹, (6) f–a, (7) g–d¹, (8) g–c¹.

## Краткая характеристика
Первые дошедшие до нас сведения о реперкусии содержатся у Анонима XII из традиции Иоанна Голландского, трактат которого датируется концом XV века. Учение о реперкуссии стало популярным в научной и учебной литературе о музыке XVI века. О его распространённости свидетельствует мнемонический стих, который приводит немецкий учёный Иоанн Кохлей в своём учебнике «Музыкальный тетрахорд» (1511):
```
Pri<mus> re la
Se<cundus> re fa
Ter<tius> mi fa
Quart<us> quoque mi la
Quint<us> fa sol
Sext<us> fa la
Sept<imus> ut sol
Oct<avus> tenet ut fa
```

Типичные формулы реализации реперкуссии (мелодические прогрессии) в восьми церковных тонах (по Иоанну Кохлею, 1511)

В том же учебнике Кохлей даёт мелодии тонов (melodiae tonorum) — типовые мелодические формулы (лат. formula, progressio) как способы заполнения характерных для каждого тона интервалов (см. нотный пример). Аналогичные пассажи находятся в трудах и других немецких теоретиков музыки, например, у Орнитопарха (Ornitoparchus; трактат «Musicae activae micrologus», 1517), Мартина Агриколы («Rudimenta musices», 1539), Галла Дресслера («Praecepta musicae poeticae», 1563) и других. В XX—XXI вв. понятие реперкуссии, присущее модальной монодии, Ю.Н. Холопов распространял также на многоголосные модальные лады (например, в музыке Дж.П. Палестрины).

## Другие значения термина
Термин repercussio встречается в теории невменной нотации, где обозначает так называемые строфические невмы bistropha (distropha) и tristropha, характеризущиеся двух- и трёхкратным (редко больше) повторением одной и той же высоты звука. В учении о фуге XVIII века словом repercussio называлось (типичное) интервальное соотношение вождя и спутника (лат. dux et comes).